# Gösta Ollén
Gösta Magnus Ollén, född 8 september 1918 i Stockholm, död 1996, var en svensk journalist.
Ollén tog studentexamen 1937 och arbetade vid Svenska Morgonbladet 1938–1945, där fadern Jonatan Ollén, farfadern Per Ollén, farbrodern Natanael Petrus Ollén och farbrodern David Ollén verkade. År 1946 kom han till Expressen och blev känd för sina folkliga reportage där han följde bland andra Snoddas och Jokkmokks-Jokkes karriärer. Under 1960-talet marknadsfördes varselpinnen i en Expressen-variant kallad stingpinne. Han blev också känd som hovreporter när han specialiserat sig på bland annat prinsessbröllop. 
Ollén var i slutet av 1980-talet och på 1990-talet också engagerad i rökarnas intresseorganisation Smokepeace, där han även var ordförande.